# オンドジェイ・サトリア
- オンジェイ・サトリア

オンドジェイ・サトリア（チェコ語: Ondřej Satoria、1997年2月26日 - ）は、チェコ共和国オストラヴァ出身の野球選手（投手）。チェコ・エクストラリーガのアローズ・オストラヴァに所属。

## 経歴
2022年9月13日に第5回WBC予選のチェコ代表に選出された。
2023年3月に開催された第5回WBC本戦のチェコ代表にも選出された。日本戦に先発登板している。

## 選手としての特徴
オーバースローから最速127km/hのストレート、チェンジアップ、カーブを投げる。
前述の日本戦では、ストレートとチェンジアップを巧みに操り3回までに4奪三振(3失点)を奪った。
その投球スタイルからチェコの星野伸之と称されるなど星野伸之と比較する声もあり、日本戦の際には一時「星野伸之」がトレンド入りした。

## 人物
前述の日本戦では大谷翔平からチェンジアップで三振を奪い、翌日にはユニフォームやバットにサインをもらい話題となった。
普段は、チェコ国内の国営の電力会社で電子技師として働いている。
母国でのラジオ番組「iROZHLAS」に出演した際、メジャーリーグベースボール(MLB)でプレーするといった目標は無いが、前述の日本戦での先発登板で日本に感銘を受け、日本のプロリーグに挑戦してみたいと意思を表明した。

## 詳細情報

### 代表歴
- 2023 ワールド・ベースボール・クラシック予選 チェコ代表
- 2023 ワールド・ベースボール・クラシック・チェコ代表